# Ivan Nikitič Smirnov
Ivan Nikitič Smirnov (in russo Иван Никитич Смирнов?; Gorodišče, gennaio 1881 – Mosca, 25 agosto 1936) è stato un rivoluzionario e politico russo.
Membro del Partito comunista dell'Unione Sovietica, venne processato e condannato a morte nel periodo delle Grandi purghe come trockista.

## Biografia
Smirnov nacque nel gennaio 1881 nel Governatorato di Mosca in una famiglia di etnia russa.

### Attività di rivoluzionario
Nel 1899 entrò a far parte del Partito Operaio Socialdemocratico Russo e divenne un Bolscevico. Attivo come militante in varie città quali Mosca, San Pietroburgo, Vyšnij Voločëk, Rostov, Char'kov e Tomsk, venne arrestato più volte dalla polizia zarista. Nel 1916 venne chiamato al servizio militare in un reggimento riservista stanziato a Tomsk, dove continuò le proprie attività da rivoluzionario. Nel 1917, Smirnov divenne membro della Commissione esecutiva del Soviet di Tomsk. Nell'agosto dello stesso anno fu uno degli organizzatori e fondatori della casa editrice bolscevica Vol'na ("Onda") a Mosca. In seguito divenne deputato nell'Assemblea Costituente. Durante la Guerra civile russa, Smirnov fu uno dei membri del Consiglio Militare Rivoluzionario del fronte orientale (agosto 1918 - aprile 1919), e della 5ª Armata (aprile 1919 - maggio 1920). Svolse un ruolo da protagonista nella sconfitta dell'Armata Bianca di Aleksandr Kolčak durante la guerra, e nella successiva esecuzione di Kolčak il 7 febbraio 1920.
Nel 1920-1923, fu uno dei membri della Commissione esecutiva del PCUS. All'epoca, era a capo della Commissione Rivoluzionaria siberiana e membro del Consiglio del partito comunista siberiano. Smirnov ebbe rapporti molto stretti con la Čeka ed organizzò il massacro di ribelli controrivoluzionari a Tjumen' e sui Monti Altaj. Fu uno degli organizzatori della cattura del Generale Roman Ungern. Nel 1921-1922, lavorò a stretto contatto con Grigorij Evseevič Zinov'ev. Inoltre, Smirnov prese parte a varie esecuzioni di massa e deportazioni di dissidenti da Pietroburgo nei primi periodi post guerra civile.
Nell'aprile-settembre del 1922 e a maggio-luglio 1923, Smirnov fu uno dei membri del Presidium del Soviet Supremo per l'Economia Statale (ВСНХ) della RSFSR, mentre nel luglio 1923, divenne Commissario del Popolo per le Poste e i Telegrafi.

### Opposizione

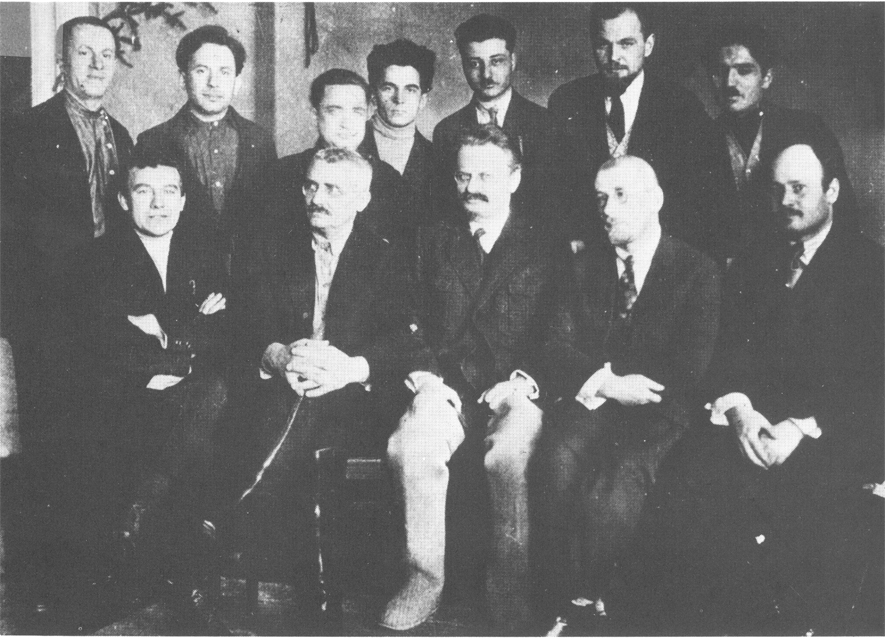
I membri dell'Opposizione di sinistra capeggiata da Trockij, 1927. Smirnov è il secondo da sinistra, seduto accanto a Trockij.

Nel 1923 passò tra le file dell'opposizione trockista. Ad ottobre Smirnov firmò la "Dichiarazione dei 46" e poi nel 1927, la "Dichiarazione degli 83", entrambe manifesti dell'opposizione al regime stalinista. Alla morte di Lenin, Smirnov insistette pubblicamente per la deposizione di Iosif Stalin dal posto di Segretario Generale del Partito. L'11 novembre 1927, venne rimosso dalla carica di  Commissario del Popolo per le Poste e i Telegrafi. Un mese dopo, fu anche espulso dal Partito Comunista per decisione del XV Congresso del Partito. Il 31 dicembre 1927, Smirnov venne condannato a tre anni di esilio su decisione speciale dell'OGPU.
Nell'ottobre 1929, egli "ruppe ogni rapporto con il Trotskismo" e fu riammesso nel Partito nel maggio 1930 dopo pubblica ammenda. Il 14 gennaio 1933, Smirnov venne arrestato e nuovamente espulso dal Partito sulla base di nuove accuse di cospirazione antisovietica con il fine di deporre Stalin.
Il 14 aprile 1933, venne condannato a cinque anni di reclusione da scontarsi in un campo di lavoro. Nuovamente incarcerato, dopo incessanti interrogatori da parte degli agenti della NKVD, Smirnov venne messo a giudizio durante il processo dei sedici che coinvolse il "centro trockista-zinovievista" durante il periodo delle "Grandi Purghe" e condannato a morte il 24 agosto 1936. Fu giustiziato il giorno seguente all'emissione della sentenza. Smirnov è stato ufficialmente riabilitato nel 1988 durante l'era della Perestrojka.